# 1992 FT1
1992 FT1 är en asteroid i huvudbältet som upptäcktes den 30 mars 1992 av den japanska astronomen Satoru Otomo i Kiyosato.
Asteroiden har en diameter på ungefär 4 kilometer och den tillhör asteroidgruppen Martes.